# B.S. & T. 4
B.S. & T. 4 es el cuarto álbum de la banda de jazz rock norteamericana, Blood, Sweat & Tears. Fue publicado en 1971, en formato LP, por Columbia Records (CBS en España).

## Historial
El disco fue grabado en San Francisco, a lo largo de dos meses, en el mismo estudio en que Santana estaba grabando, en ese momento, su álbum Santana III. El disco es un disco de jazz-rock, por supuesto, pero aderezado con influencias que van desde el Ars Nova al bluegrass, pasando por el dixieland. Al contrario que en discos anteriores, el grueso de las composiciones correspondió a miembros de la banda, incluyendo solamente dos versiones de temas ajenos. Unos meses antes de la grabación, el trombonista original de la banda, Jerry Hyman, había sido sustituido por Dave Bargeron.
La producción corrió por cuenta de Roy Halee y Bobby Colomby, como en el disco anterior, con el apoyo del crítico y músico  Don Heckman y el de Al Kooper, que además aportó un tema. El propio Halee se hizo cargo del sonido, con el equipo de los Estudios Columbia de Folsom Street.
El disco consiguió situarse en el Top 10 del Billboard 200. Los singles de este disco, "Go down gamblin'/Valentine's day" y "Lisa, listen to me/Cowboys and indians", en cambio, sólo alcanzaron los puestos 32 y 73, respectivamente, en los charts.

## Listado de temas

### Cara A
- 01. Go down gamblìn'  (Thomas)  4:14
- 02. Cowboys and indians  (Halligan/Kirkman)  3:07
- 03. John the Baptist - Holy John  (Kooper/Major)  3:35
- 04. Redemption  (Halligan/Thomas)  5:11
- 05. Lisa, listen to me  (Halligan/Thomas)  2:58
- 06. A look to my heart  (Lipsius)  0:52

### Cara B
- 01. High on a mountain  (Katz)  3:13
- 02. Valentine's day  (Katz)  3:56
- 03. Take me in your arms  (The Isley Brothers)  3:27
- 04. For my lady  (Katz)  3:23
- 05. Mama gets high  (Bargeron-Katz)  4:09
- 06. A look to my heart  (Lipsius)  2:07

## Músicos
- Lew Soloff y Chuck Winfield - trompeta, fliscorno, cornetín.
- Dave Bargeron - trombón, tuba, trompa.
- Dick Halligan - trombón, flauta, órgano, piano.
- Fred Lipsius - saxo alto, clarinete, piano , órgano.
- Steve Katz - guitarra, mandolina, armónica, cantante.
- Jim Fielder - bajo, guitarra.
- Bobby Colomby - batería, percusión.
- David Clayton-Thomas - cantante, guitarra.

Además, participaron en algunos temas, Don Heckman (clarinete) y Michael Smith (congas).